# Регми, Эсан
Эсан Регми (англ. Esan Regmi; род. 1988 год; Баджура, Непал) — непальский интерсекс-мужчина и правозащитник. Основатель непальской организации «Campaign for Change» и международное НКО «Intersex Asia».

## Биография
Регми родился в Баджуре, Непал, в 1988 году. Он описывает этот регион как удаленный, горный и консервативный. Регми при рождении записали девочкой, однако в период полового созревания у его тело начало маскулинизироваться, что послужило причиной буллинга, дискриминации и обвинениях в «подделывании» идентичности в учебных заведениях и на работе. Его отправляли в Индию, для лечения и переговоров о том, чтобы отдать его в сообщество киннаров или хиджра. Семья любила Регми, он учился на дому, однако его психическое здоровье сильно пострадало из-за дискриминации.

## Правозащитная деятельность
В 2011 году Регми стал интерсекс-активистом, первоначально в рамках организации Blue Diamond Society, а затем основал организацию «Campaign for Change» и НКО «Intersex Asia». В 2015 году, при поддержке ПРООН, он организовал и провел первый национальный семинар для интерсекс-людей.
Регми работал с правозащитными организациями «Blue Diamond Society» и «Zwischengeschlecht» над задачи по представлению проблем интерсекс-людей в ООН, он призывал к изменению медицинских и социальных систем в Непале. Эсан ведет правозащитную деятельность на национальном и международном уровнях. 

## Выборочная биография
- Регми, Эсан (20 июля 2019). "The 'other' in the spectrum". The Kathmandu Post.
- Регми, Эсан (2016). Stories of Intersex People from Nepal (PDF). Kathmandu.